# Tatiana Kurnikova
Tatiana Kurnikova (en ruso: Татьяна Станиславовна Курникова) es una deportista rusa que representó a la Unión Soviética y que compitió en natación. Fue subcampeona de Europa en 4x100 metros estilos y bronce en 100 metros estilo mariposa en el Campeonato Europeo de Natación de 1985.

## Palmarés internacional
| Campeonato Europeo de Natación | Campeonato Europeo de Natación | Campeonato Europeo de Natación | Campeonato Europeo de Natación |
| Año                            | Lugar                          | Medalla                        | Prueba                         |
| ------------------------------ | ------------------------------ | ------------------------------ | ------------------------------ |
| 1985                           | Sofia (Bulgaria)               | Medalla de bronce              | 100 m mariposa                 |
| 1985                           | Sofia (Bulgaria)               | Medalla de plata               | 4 × 100 m estilos              |